# Baegado
Baegado är en ö i Sydkorea.   Den ligger i provinsen Incheon, i den västra delen av landet, 110 km sydväst om huvudstaden Seoul. Arean är 1,8 kvadratkilometer.